# Eotetranychus mirabilis
Eotetranychus mirabilis är en spindeldjursart som beskrevs av Wang 1986. Eotetranychus mirabilis ingår i släktet Eotetranychus och familjen Tetranychidae. Inga underarter finns listade i Catalogue of Life.